# Inclinazione magnetica

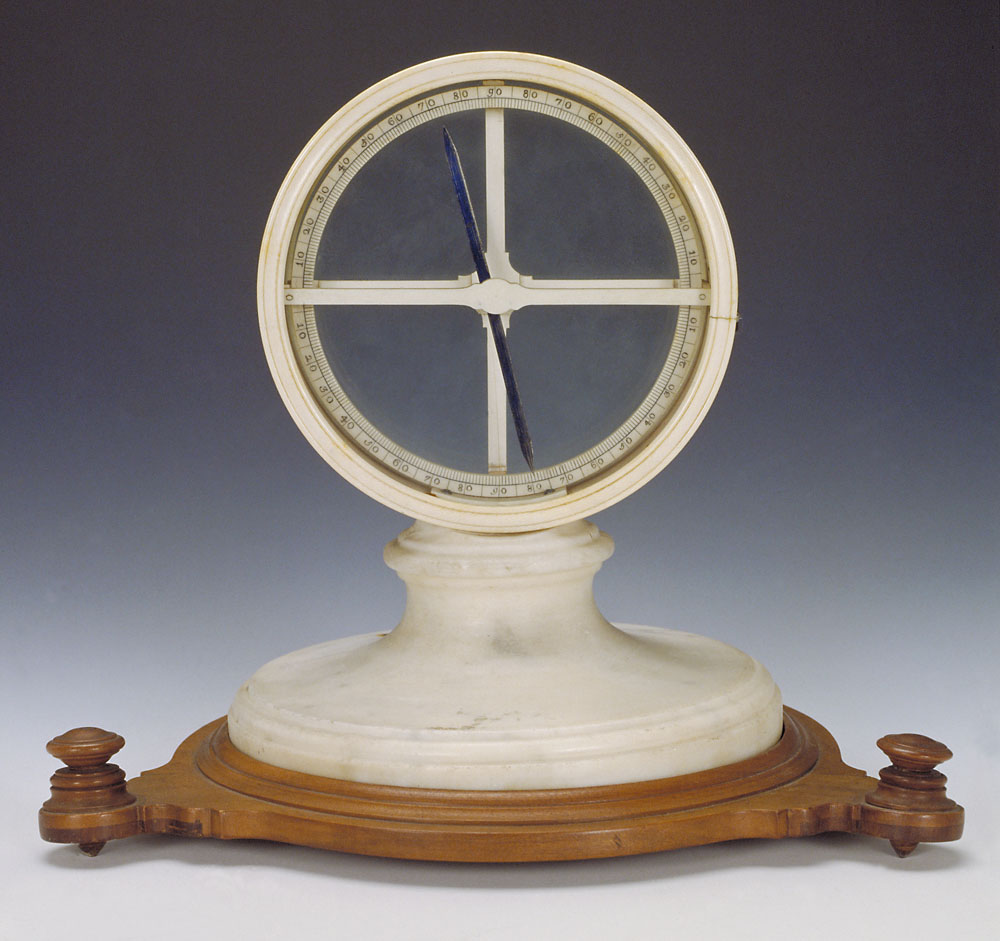
Cerchio di marmo con ago per determinare l'inclinazione magnetica al Museo Galileo di Firenze.

L'inclinazione magnetica è l'angolo determinato dalla direzione del campo magnetico terrestre con il piano orizzontale su qualsiasi punto della Terra. Un primo modo per la misura dell’inclinazione magnetica fu descritto da Robert Norman nel 1581.
L'angolo che, in un dato punto della superficie terrestre P, la direzione del campo magnetico terrestre forma con il piano orizzontale p. Si considera positiva l'inclinazione se il polo nord dell'ago magnetico è rivolto verso il basso, mentre è negativa se rivolto verso l'alto. L'inclinazione magnetica vale 0° all'equatore e aumenta – positivamente nell'emisfero boreale, negativamente nell'emisfero australe – avvicinandosi ai poli magnetici dove vale 90°. In Italia ha un valore di circa + 57°. Le linee che uniscono punti della superficie terrestre di eguale inclinazione sono dette isocline.
In uno stesso punto l'inclinazione magnetica è soggetta a una lenta variazione secolare, a una variazione diurna e a fluttuazioni irregolari (tempeste magnetiche). L'inclinazione magnetica si misura con appositi strumenti, detti inclinometri, costituiti sostanzialmente da una bussola il cui ago è libero di ruotare, nel piano del meridiano magnetico, attorno ad un asse verticale e da un goniometro per misurare l'inclinazione dell'ago sull'orizzontale. Modernamente si preferisce l'inclinometro a induzione (detto anche induttore d'inclinazione o bussola a induzione terrestre), che consente misurazioni più rapide e precise. Esso è costituito da una bobina in rotazione attorno ad un asse che viene orientato fino a che nella bobina non v'è più alcuna corrente indotta dal campo magnetico terrestre. La direzione dell'asse della bobina giace allora lungo la direzione del campo magnetico.